# Leucochrysa risi
Leucochrysa risi är en insektsart som beskrevs av Peter Esben-Petersen 1933. 
Leucochrysa risi ingår i släktet Leucochrysa och familjen guldögonsländor. Inga underarter finns listade i Catalogue of Life.